# Circovirus porcí de tipus 2
El circovirus porcí de tipus 2 (PCV2) pertany al gènere Circovirus dins de la família Circoviridae. Pertany al mateix gènere que el circovirus porcí de tipus 1 (PCV1), que té una virulència molt menor que el PCV2. El circovirus porcí de tipus 2 és el principal agent etiològic causant de la síndrome multisistèmica de l'aprimament postdeslletament (PMWS) que es caracteritza per la pèrdua de pes, el deteriorament general de la condició corporal i efectes immunosupressors greus que causen la mort prematura dels garrins.
Les PCVAD o malalties associades al circovirus porcí són considerades un problema econòmic molt greu associat a la indústria porcina mundial.
Són virus petits d'entre 17-22 nm de diàmetre i un pes molecular de 36 + 2,3 kDa. Presenten simetria icosaèdrica i no tenen coberta externa. Tenen una densitat de sedimentació CsCl d'entre 1,33-1,37g/cm³ i un coeficient de sedimentació de 52 S. Són virus molt estables a l'ambient; pel fet de no presentar coberta lipídica, són resistents als tractaments amb èter, però a més, són resistents a molts desinfectants i detergents. Tot i no tenir embolcall són resistents a pH àcid i termoestables a 70 °C durant 15 min.

## Genoma
El seu material genètic és ADN monocatenari que representa el 10 per cent del pes global del virus. La replicació es produeix al nucli de les cèl·lules hoste en divisió i és similar al mecanisme utilitzat pels Parvovirus.
Estudis de seqüenciació demostren que el genoma del PCV2 només té entre 1767-1768 nucleòtids de llarg. Entre els dos tipus de circovirus porcí
(PCV1 i PCV2) només hi ha un 80 per cent d'identitat nucleotídica.
El genoma dels circovirus es caracteritza per presentar una regió que codifica proteïnes o marcs de lectura oberts (ORF, de l'anglès open reading frame) i una regió no codificant que s'encarrega de regular la transcripció i replicació del virus. S'han descrit potencialment 6 ORF amb més de 200 nucleòtids en el genoma del PCV2, però les proteïnes essencials per a la replicació i per la
conformació estructural del virus són codificades principalment per ORF-1 i ORF-2 respectivament.
La proteïna de la càpsida (cap) es codifica per empalmament (splicing) mitjançant la cadena complementària de l'ORF2. Com que ORF2 codifica proteïnes estructurals del virus, presenta les taxes més altes de variació entre diferents PCV. L'ORF1 codifica una proteïna essencial per a la replicació del virus (RepP) que es transcriu en sentit invers al'ORF2.
Entre les seqüències ORF1 del PCV1 i el PCV2 hi ha un 83 per cent d'homologia entre els seus nucleòtids i un 86 per cent en la seqüència d'aminoàcids de les proteïnes que codifiquen. En el cas de l'ORF2 les similituds es redueixen en un 67 per cent pel que fa als nucleòtids i un
65 per cent en el cas de les proteïnes. Aquestes diferències relacionades amb el genoma poden ser la causa del diferent grau de virulència del PCV1 i el PCV2.
Recentment s'ha descobert un tercer gen viral, ORF3, que codifica proteïnes conservades entre diferents soques del PCV2, amb un 95 per cent de similitud en les seves seqüències d'aminoàcids.

### Genotips
Es coneixen diversos genotips del virus però els més comuns són el PCV2a i el PCV2b. Els dos poden causar la malaltia sistèmica en els porcs, però el més virulent dels dos és el tipus b. Per altra banda, el PCV2a està més associat a infeccions subclíniques i a malalties esporàdiques i va ser el més prevalent fins a l'any 2003. A partir d'aquell any, el PCV2b va començar a ser el més habitual, cosa que va coincidir amb un dels brots més importants de la malaltia causada pel PCV2 a escala mundial. Tot i així, no es pot demostrar que el canvi en la prevalença d'un genotip a l'altre fos la causa directa d'aquella epidèmia, però sí que es pot considerar una peça clau en l'evolució epidemiològica de la malaltia.

## Distribució geogràfica
El PCV-2 es considera un virus ubic que es troba a molts països on poden o no haver-se descrit malalties associades al circovirus porcí (PCVAD, de l'anglès porcine circovirus associated diseases). S'ha demostrat la presència del PCV2 a Amèrica, Europa (Espanya, França, Irlanda, Bèlgica i Regne Unit), Àsia i Àfrica. A Espanya es troba present des de l'any 1969 i a Canadà des de 1985. Les infeccions produïdes per aquest virus han estat prevalents en suids domèstics de tot el món durant anys i és generalment endèmic en aquells països que tenen una indústria porcina important.

## Història
El circovirus porcí (PCV) es descriu per primera vegada el 1974 com un virus de la línia cel·lular de ronyó de porc PK-15 (ATCC-CCL33) considerat no patogen.
El 1991 es descriu una nova malaltia caracteritzada per retardar el creixement d'alguns porcs joves i per augmentar la mortalitat al postdeslletament, a més de causar lesions molt específiques al sistema limfoide. A aquests signes clínics, dels quals es desconeix el causant, no se'ls dona més importància fins que anys més tard apareixen nous casos, i el 1996 es presenta la malaltia amb el nom de síndrome multisistèmica de l'aprimament postdeslletament (PMWS), també anomenada PCV2SD.
Associats a les lesions limfoides d'aquesta malaltia s'observaven sistemàticament antígens del virus PCV, que fins ara s'havia considerat no patogen. Aquest fet fa dubtar sobre la patogenicitat del virus i anys més tard, a través d'estudis de seqüenciació nucleotídica, es constata que el PCV associat al PMWS era diferent del conegut anteriorment, i es divideix en dos tipus: PCV1 (no patogen) i PCV2 (associat a PMWS).
Tot i això, s'arriba a especular amb l'existència d'un «agent X» com a desencadenant de la PMWS, ja que es continuava dubtant sobre la patogenicitat de PCV2, que només produïa la malaltia en alguns individus tot i trobar-se present en l'organisme. L'arribada de vacunes per PCV2 que confirmen la relació amb el virus, juntament amb el descobriment de diferents tipus de PCV2 amb diferent virulència i el caràcter multifactorial de la PMWS fan possible la localització del virus en porcs sense necessitat de mostrar signes de la malaltia.
També s'ha especulat sobre la capacitat del virus per causar la malaltia per si sol, sense necessitat d'altres infeccions víriques concomitants. L'any 2000 es demostra de forma experimental que PCV2 és el desencadenant definitiu. Fins aleshores s'havia relacionat sempre amb infeccions com el parvovirus porcí (PPV), el virus de la síndrome respiratòria i reproductiva porcina (PRRSV) o amb Mycoplasma hyopneumoniae, que tot i ser factors que afavoreixen l'aparició de la malaltia, no són essencials perquè es produeixi.

## Patogènia
El circovirus porcí de tipus 2 actua sobre el sistema immunitari adquirit causant una leucopènia important en els animals que s'infecten.
Com que afecta el sistema immune de l'hoste el fa susceptible davant altres infeccions microbianes. És per això que el PCV2 s'associa sovint a malalties porcines que afecten la reproducció, la respiració, la pell i altres malalties causades per Parvovirus a més de la síndrome multisistèmica de l'aprimament postdeslletament. Són les malalties conegudes com a PCVAD o malalties associades al circovirus porcí encara que no sempre en sigui l'agent responsable.
Aquest virus té un fort tropisme per les cèl·lules del sistema immunitari, especialment per les cèl·lules dendrítiques, els macròfags i els limfòcits. Encara que la infecció comenci al teixit limfoide i el virus es repliqui principalment als limfòcits, el seu tropisme més marcat és cap a les cèl·lules dendrítiques.
La patogènesi és el mecanisme pel qual es desenvolupa una malaltia, incloent-hi la localització del patogen, els seus efectes sobre l'organisme i com
aquest últim reacciona. Les infeccions produïdes per PCV2 es poden dividir en quatre etapes: exposició, infecció inicial, expansió de lainfecció i resolució.

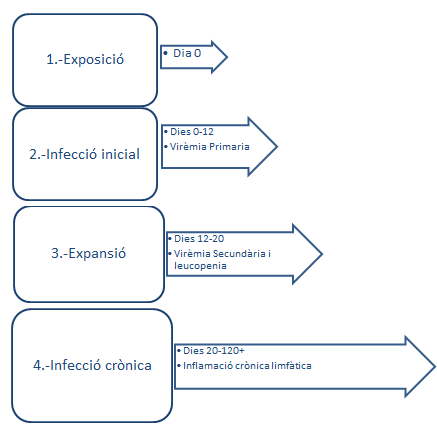

L'exposició (o dia 0) és quan els porcs entren en contacte amb el virus per qualsevol de les vies de transmissió que existeixen.
En la infecció inicial (dies 0-12) el circovirus infecta els limfòcits susceptibles dels teixits limfoides més superficials com les amígdales o les plaques de Peyer de l'intestí prim. A nivell cel·lular, els limfòcits susceptibles permeten l'entrada del virus, però han de trobar-se en divisió perquè el virus es pugui replicar al seu interior. La replicació pot estimular-se per coinfeccions com les PRRS (síndrome reproductiva i respiratòria porcina) o per Mycoplasma hyopneumoniae. 
Un cop el virus ha fet suficients replicacions a l'interior del limfòcit, aquest mor i allibera els circovirus infecciosos als teixits del voltant. El virus aconsegueix entrar a la sang i als vasos limfàtics i causa una virèmia primària que encara no és detectable a causa dels nivells baixos del virus. La virèmia primària serveix per a expandir el virus per tot l'organisme i infectar els limfòcits en diferents teixits limfàtics, com ara els limfonodes, la melsa, el fetge i possiblement el moll de l'os. Tot i així el nombre de limfòcits que s'infecten i moren és relativament baix. Microscòpicament no s'observen lesions evidents ni agregats de partícules víriques.
L'expansió de la infecció (dies 12-20) origina una virèmia secundària que és fàcilment detectable en un nombre elevat de limfòcits i que condueix a una greu infecció dels animals. En aquesta fase el virus comença a ser eliminat a través de les femtes i altres secrecions dels animals; per tant és possible trobar-ne a l'ambient.
Com a conseqüència de l'expansió del virus moren molts limfòcits, fet que comporta una disminució dels fol·licles limfàtics o del nombre de limfòcits en els teixits limfàtics. Aquesta leucopènia és visible mitjançant tècniques immunohistoquímiques. La leucopènia es produeix aproximadament una setmana després de la virèmia secundària. El circovirus es troba a molts teixits limfàtics i se'n pot detectar una gran quantitat que circulen per tot l'organisme.
La resolució de la malaltia té una durada variable (dies 20-120 o més) En disminuir del nombre de limfòcits que eren susceptibles a la infecció, el cos pateix una resposta inflamatòria per tal de
netejar els limfòcits morts i reomplir l'espai que abans ocupaven. Es produeix una inflamació crònica gràcies a la infiltració d'histiòcits, que són macròfags localitzats a diferents teixits, que s'encarreguen de fagocitar les cèl·lules mortes.
La infecció causada pel PCV2 i que causa la mort dels limfòcits és un procés poc detectable. Es produeix una inflamació mínima, molt més lleu que la causada per la infiltració de neutròfils. Com que el circovirus és molt resistent, és possible que els histiòcits continguin partícules víriques inactives al seu interior que han fagocitat durant la neteja. No tenen capacitat de replicar-se. La inflamació crònica es produeix aproximadament una setmana després de la disminució del teixit limfoide.
Com que la infecció per circovirus porcí de tipus 2 és de tipus crònica, els seus efectes, com la virèmia secundària, la leucopènia i la inflamació poden perllongar-se mesos. S'ha observat amb tècniques d'immunofluorescència que aquesta malaltia crònica continua fins tres setmanes després de la infecció, tot i incrementar-se el nombre d'anticossos contra el PCV2.
La leucopènia associada a porcs que causa la síndrome multisistémica postdeslletament, es pot detectar abans de l'inici dels símptomes clínics. La leucopènia és manifesta principalment als limfòcits B i en menor grau als T. Tot i així poques vegades presenten antigen viral. Anàlisis fetes in vivo han demostrat que el PCV2 s'associa més freqüentment amb cèl·lules monocítiques (monòcits, macròfags i cèl·lules dendrítiques). A més, ocasionalment podem trobar els antígens del PCV2 a cèl·lules endotelials, epitelials i als mateixos limfòcits. La infecció in utero pot comportar l'acumulació d'antígens virals als cardiomiòcits.
L'associació del virus amb els limfòcits no s'observa en tots els animals analitzats i es manifesta de forma transitòria, ja que el virus desapareix dels limfòcits a mesura que el porc creix. La pèrdua d'aquesta positivitat a l'antigen per part dels limfòcits pot ser causa de la limfopènia que es produeix per tal d'eliminar les cèl·lules infectades. Per altra banda, tots els animals infectats presenten antígens virals als macròfags i les cèl·lules dendrítiques.
Anàlisis in vitro han demostrat el tropisme de PCV2 per les cèl·lules dendrítiques, molt més marcat que en el cas dels limfòcits. Tot i així no sembla que es repliquin al seu interior. El mecanisme que utilitzen els virus per a mantenir la seva elevada càrrega viral a les cèl·lules dendrítiques consisteix, a part de replicar-se als limfòcits fins que es produeix la leucopènia, en replicar-se a les cèl·lules de l'endoteli i l'epiteli intestinal dels porcs, sobretot en el moment que es produeix una inflamació local del teixit. Es creu que aquesta és la causa de l'aprimament dels animals.

Com a conseqüència de la leucopènia i pel fet que les cèl·lules dendrítiques presentadores d'antígens es veuran alterades, el sistema immune de l'animal es trobarà greument afectat i per tant, es troba més receptiu davant altres possibles infeccions.

### Signes clínics i afeccions causades per la infecció de PCV2
Donat que la infecció per PCV2 és ubiqua, el diagnòstic no es pot basar només en la detecció de l'agent o d'animals seropositius. El diagnòstic de les malalties associades a PCV2 ha d'estar basat en tres criteris bàsics: la presència de signes clínics, la presència de lesions compatibles amb PCVD i la detecció del virus dins d'aquestes lesions.
Amb l'objectiu de detectar el virus o el seu genoma en diferents teixits, s'han desenvolupat diversos mètodes. La hibridació in situ (HIS), la immunohistoquímica (IHQ) i la reacció en cadena de la polimerasa (PCR) són les proves que més es fan servir per al diagnòstic de les malalties associades a PCV2. Anys després de les primeres descripcions de l'ES-PCV2 segueix sense conèixer-se amb precisió els mecanismes exactes pels quals un porc infectat amb PCV2 desenvolupa una malaltia clínica o bé una subclínica. Malgrat això, se sap que l'hoste, el moment de la infecció i el genotip del PCV2 són factors fonamentals a tenir en compte per explicar la presentació de la malaltia individualment. Els estudis clínics i patològics han sigut vitals per a la descripció i caracterització de les malalties associades a PCV2. Les característiques clíniques i patològiques de les infeccions per PCV2 s'han ampliat des de la dècada de 1990 i els processos patològics englobats dins de les malalties associades al circovirus porcí segueixen criteris diagnòstics concrets.

### Característiques clíniques i patològiques
Les característiques clíniques i patològiques de la circovirosi porcina associades a la infecció per PCV2 i el paper exercit per la seva forma subclínica han anat evolucionant des de 1991 a partir de porcs afectats per la síndrome d'aprimament multisistèmic post deslletament. El PCV2 està involucrat en una sèrie de patologies conegudes com a malalties associades a circovirus porcí tipus 2 (PCVD, de l'anglès porcine circovirus diseases).

#### Infecció subclínica per PCV2 (IS-PCV2)
La majoria dels porcs que s'infecten ho fan de forma subclínica, sense manifestacions clíniques evidents, derivant en un menor creixement, absència de lesions macroscòpiques, lesions histològiques nul·les o lleus en teixit limfoide i baixa càrrega vírica en teixits limfoides. Són animals clínicament sans. Els criteris 2 i 3 es podrien substituir per detecció del virus amb tècniques com la PCR. Les vacunes han aconseguit disminuir els brots de malalties causades pel virus però no han aconseguit eliminar la infecció pel mateix. La infecció per PCV2 segueix sent pràcticament ubiqua. Però la ubiqüitat de la infecció comporta que l'ús de la PCR sense l'aplicació de criteris patològics pot ser equívoca en un nom significatiu de casos.

#### Infecció clínica per PCV2
Des del punt de vista clínic-patològic els principals processos patològics englobats com a PCVD són: la malaltia sistèmica (ES-PCV2), relacionada amb la síndrome d'aprimament multisistèmic postdeslletament, la malaltia reproductiva (ER-PCV2), la síndrome de dermatitis i nefropatia porcina (SDNP), i altres malalties associades a PCV2.

##### Malaltia sistèmica per PCV2 (ES-PCV2)
És la síndrome d'aprimament multisistèmic postdeslletament. Aquesta síndrome es caracteritza per un endarreriment en el creixement, un increment en la mortalitat, icterícia i lesions microscòpiques característiques en múltiples òrgans, principalment òrgans limfoides. Existeix una clara correlació entre la quantitat de PCV2 observada en teixits i la gravetat de les lesions limfoides microscòpiques. L'ES-PCV2 és una malaltia multifactorial, en la que la infecció per PCV2 és necessària però no suficient.
Signes clínics. Malaltia observada en porcs entre 30 i 180 dies d'edat, i es dona un nombre més gran de casos en animals entre 60 i 90 dies. La morbilitat observada a les granges afectades sol estar entre el 4 per cent i el 30 per cent (ocasionalment 50-60%) i la mortalitat varia de 4per cent al 20 per cent. L'ES-PCV2 es caracteritza clínicament per pèrdua de pes, pal·lidesa en la pell, distrès respiratori, diarrea i de vegades icterícia.
Troballes patològiques. Les lesions es troben principalment als teixits limfoides; a la fase inicial els nòduls limfàtics es troben augmentats de mida, però en les fases més avançades de la malaltia acostumen a tenir una mida normal o inclús atrofiats. La inflamació limfohistiocitària es pot observar a quasi qualsevol teixit dels animals afectats per l'ES-PCV2. Microscòpicament, una depleció limfocitària amb inflamació granulomatosa dels nòduls limfàtics, cèl·lules gegants multinucleades, i una atròfia cortical del timus. Els pulmons poden estar engrandits, no col·lapsats i de consistència elàstica. Microscòpicament s'observa una pneumònia intersticial, i, en casos més avançats, una fibrosi peribronquial i bronquiolitis fibrinosa. També podem trobar clapejat blanc cortical en ronyons, que correspon a una nefritis intersticial no purulenta. També poden trobar atròfia i pal·lidesa hepàtica, superfície hepàtica rugosa. Les lesions microscòpiques en fetge poden variar, des de lleu hepatitis limfohistiocitària fins a molta inflamació amb desorganització dels cordons hepàtics. Donat que la diferència principal entre animals amb infecció clínica i subclínica és la quantitat de virus en els teixits afectats, les tècniques que permeten la quantificació del PCV2 en teixits i o sèrum són molt utilitzades pel diagnòstic de la malaltia. Malgrat això, la PCR qualitativa és un bon mètode pel diagnòstic d'ES-PCV2 per a una població, però per a individus s'ha de combinar amb criteris patològics.

##### Malaltia reproductiva associada a PCV2 (ER-PCV2)
Signes clínics. La manifestació clínica de la infecció per PCV2 durant la gestació és variable, perquè depèn del moment en què es produeix la infecció viral, de la resposta immunitària i de la duració de la virèmia a la femella. La presentació clínica més comuna de la ER-PCV2 és l'increment dels fetus nascuts morts i momificats durant el part. Els signes clínics de la ER-PCV2 a la truja generalment són absents. Però pot haver-hi un percentatge baix d'avortaments a causa d'un procés sistèmic, manifestant febre i anorèxia. Fallada reproductiva a la fi de la gestació. També existeixen estudis que demostren que el PCV2 pot estar associat amb situacions de tornada a l'estre, presumiblement, a causa d'una replicació del virus als embrions i la consegüent mort embrionària. Altres trets clínics associats amb ER-PCV2, descrits rarament, són l'endarreriment del part (>118 dies de gestació) i la pseudogestació. La manifestació clínica de la infecció per PCV2 a la truja és molt variable. Així que la infecció per PCV2 ha d'estar inclosa al diagnòstic diferencial de qualsevol problema reproductiu observat en femelles d'una granja.
Troballes patològiques. La ER-PCV2 no sempre es poden observar lesions macroscòpiques fetals. Sovint, l'únic indici d'aquesta malaltia és l'augment del nombre de fetus nascuts morts i momificats al part. Quan hi són es poden observar cardiomiopatia dilatada amb zones de pal·lidesa, miocarditis fibrosonecrotitzant, pneumònia amb edema pulmonar, hepatomegàlia amb un patró lobulillar accentuat, hidrotòrax, ascites i edema subcutani. També es pot observar, amb molta menys freqüència, linfoadenopatia generalitzada, atròfia de timus, edema perirenal i petèquies cerebrals i esplèniques als fetus. 

##### Síndrome de dermatitis i nefropatia porcina (SDNP)
Signes clínics. La síndrome de dermatitis i nefropatia porcina (SDNP) pot afectar tant a porcs de transició i engreix com a adults malgrat que la seva prevalença és normalment molt baixa. Els animals afectats greument acostumen a morir pocs dies després de l'aparició dels signes clínics. Els porcs supervivents solen recuperar-se i guanyar pes 7-10 dies després de l'inici de la síndrome. Els porcs afectats estan deprimits, són tossuts a l'hora de moure's i quan ho fan mostren rigidesa, així que acostumen a jeure; en casos més crònics aquests animals poden estar caquèctics. La troballa clínica característica del SDNP és la presència de màcules i pàpules de color vermell fosc distribuïdes irregularment sobre la pell de les extremitats posteriors i zona perineal, però també poden distribuir-se de manera generalitzada. Amb el temps, i si l'animal sobreviu, aquestes lesions es van transformant en crostes fosques i van desapareixent de mica en mica, tot i que poden deixar cicatrius.
Troballes patològiques. Microscòpicament les màcules i pàpules són observades com a pell hemorràgica i necròtica juntament amb vasculitis necrotitzant. Els porcs afectats greument per SDNP presenten uns ronyons augmentats de mida, petèquies vermelloses corticals i edema de la pelvis renal. Aquestes lesions corresponen a una glomerulonefritis necrotitzant o fibrinosa amb nefritis intersticial no purulenta. El SDNP també pot presentar nòduls limfàtics engrandits i infarts esplènics. Histopatològicament, es poden observar lesions limfoides similars a les de l'ES-PCV2, tot i que generalment d'intensitat lleu i moderada. Malgrat que existeixen una sèrie de circumstàncies que associen al PCV2 amb el SDNP, actualment no s'ha establert una relació causal entre l'agent i la malaltia. La patogènesi de les lesions característiques del SDNP s'atribueix a una reacció d'hipersensibilitat tipus III i en la major part d'aquestes lesions no s'ha pogut detectar la presència de PCV2. Així que, avui dia, la detecció de PCV2 no és una condició obligatòria pel diagnòstic de la SDNP. D'ençà que es fan servir massivament les vacunes per PCV2 la prevalença del SDNP ha disminuït fins nivells pràcticament no detectables.

##### Altres malalties associades a PCV2
Dins d'aquest grup s'inclouen la malaltia pulmonar (EP-PCV2) i la malaltia entèrica (EE-PCV2). A la bibliografia publicada s'acostuma a incloure-les dins del grup de les PCVD, però és cert que la simptomatologia respiratòria i digestiva trobada en aquestes malalties també pot estar present a les ES-PCV2. Aquestes patologies només es poden diferenciar de les ES-PCV2 mitjançant histologia de pulmó, intestí i teixits limfoides. De manera que, tant pel diagnòstic de les formes pulmonar com entèrica s'haurien d'observar lesions microscòpiques en pulmó i intestí, respectivament, però no en teixits limfoides, cas contrari es tractaria de la forma sistèmica.

## Vies de transmissió

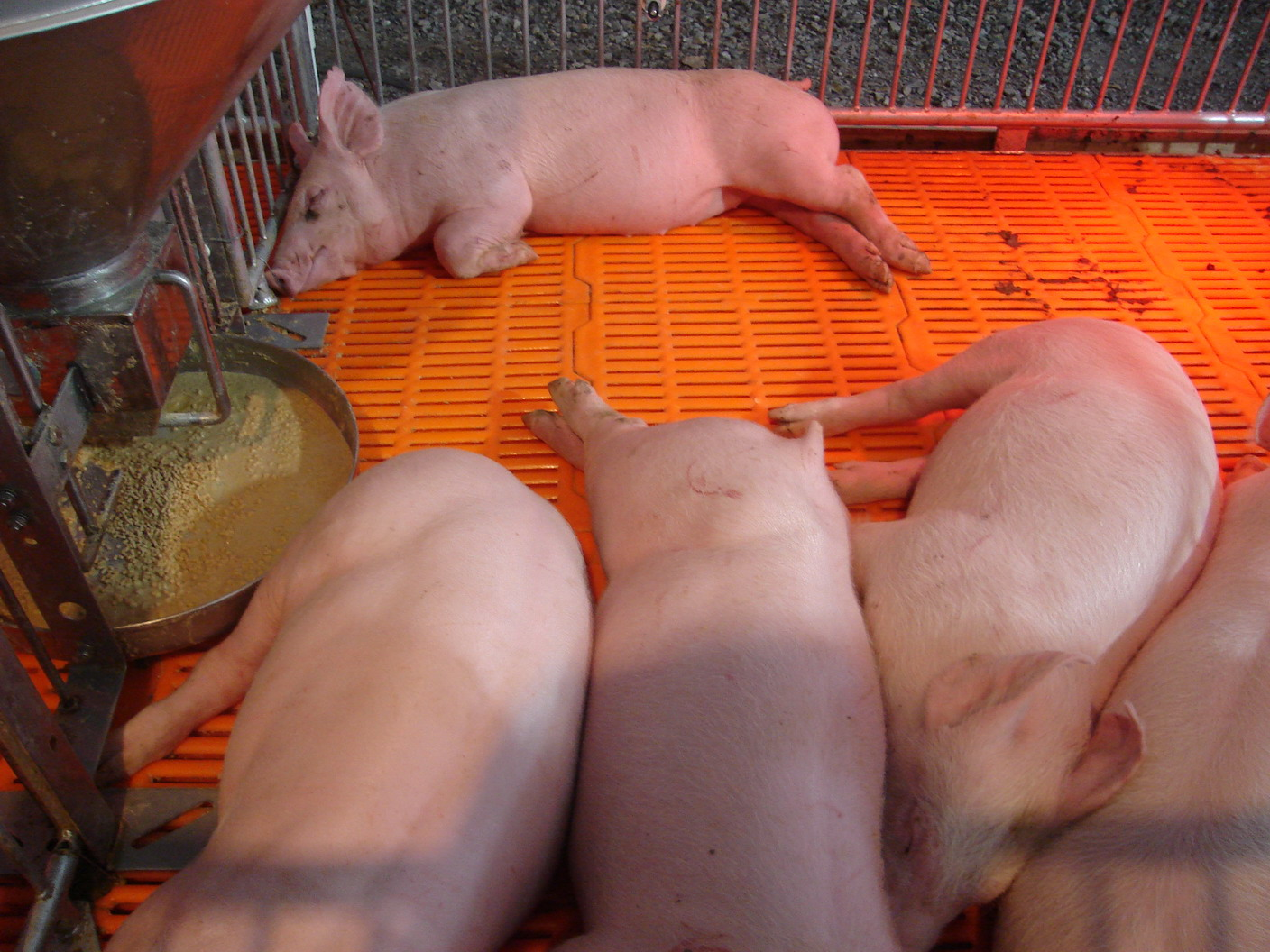
Porcs en contacte molt proper

### Transmissió directa
La via de transmissió principal és l'oronasal, però es pot produir el contagi a través de secrecions nasals, tonsil·lars, bronquials i oculars, saliva, femtes, orina, calostre, llet i semen.
Les inseminacions experimentals amb semen contaminat amb PCV2 produeixen alteracions reproductives i la infecció dels fetus, però no se sap amb seguretat si la quantitat de PCV2 secretada de forma normal a través del semen dels porcs afectats és suficient per a infectar a les truges o els fetus.
El contagi entre animals de dins d'una mateixa granja es produeix per contacte directe entre porcs infectats i porcs sans, especialment entre aquells que comparteixen corral. És més probable la disseminació de la malaltia en explotacions amb densitats d'animals massa elevades, en aquelles en les que no es realitza el protocol tot-dins tot-fora o no s'aïllen correctament els porcs infectats.
També existeixen altres vies de transmissió, com la ingestió de teixits d'animals infectats amb el virus, o la infecció transplacentària, de la mare als fetus.

### Transmissió indirecta
La causa més important de l'entrada del PCV2 a les explotacions és la introducció de nous animals. A més, com el virus és molt estable a l'ambient, pot ser vehiculat a l'interior de les granges de forma mecànica a través de camions, roba, equipaments, etc.
Per altra banda, donat que el PCV2 es pot replicar en rates i ratolins, se sospita que els rosegadors podrien actuar com a vectors mecànics o hostes alternatius, però és un fet que encara està en estudi.

## Mètodes de control
El PCV2 és ubic i està directament associat amb la síndrome multisistèmica de l'aprimament postdeslletament (PMWS) que deixa a l'hoste susceptible a noves infeccions microbianes secundàries o concomitants, com per exemple la malaltia del complex respiratori, infeccions per Mycoplasma pneumoniae, etc. Aquestes malalties són conegudes com a PCVAD (PCV-2-associated diseases) i són el problema econòmic més gran associat a la indústria porcina mundial. La prevenció té un paper molt important per controlar les infeccions provocades per aquest virus.
Estudis fets a França des de 1998 han demostrat que
determinades condicions ambientals són necessàries per a l'aparició de signes clínics relacionats amb PCV2. A més, els circovirus porcins són molt resistents a detergents i desinfectants comuns provocant una difícil descontaminació. Un conjunt de mesures conegudes com els 20 pasos de Madec (Madec i Waddilove, 2002) busquen disminuir l'impacte de la malaltia a través de la higiene i la reducció de l'estrès dels porcs.
Accions en fase de maternitat:
- Buidament de la fosa, neteja i desinfecció.
- Neteja de truges i desparasitació abans de parir.
- Limitar adopcions en paridora (només a les que siguin estrictes i dins les 24 hores de vida).

Accions en fase de transició:
- Utilitzar corralines petites (<13 animals), amb particions sòlides.
- Buidament de fosa, neteja i desinfecció; realitzar l'anomenat tot dins-tot fora.

- Densitat d'animals adequada a 3 garrins/m².
- Garantir com a mínim 7 cm d'espai de menjadors per garrí.
- Garantir una bona qualitat d'aire (NH₃<10ppm, CO₂<0,15%).
- Garantir temperatura ambiental adequada.
- No barrejar lots.

Accions en fase d'engreix / finalització:
- Utilitzar corralines petites, amb particions sòlides.
- Buidament de fosa, neteja i desinfecció; realitzar tot dins- tot fora.
- No barrejar animals procedents de diferents corralines de la transició.
- No barrejar animals procedents de naus diferents.
- Densitat d'animals adequada a >0,75 m²/porc.
- Garantir una bona qualitat de l'aire.

Altres accions:
- Assegurar un programa de vacunes adequat.
- Assegurar un flux d'animals adequat entre naus.
- Higiene estricta (en castracions, injeccions, etc.).
- Separació més aviat millor dels animals malalts; instal·lacions hospitalàries.

L'any 2004 a França i Alemanya va sortir al mercat la primera vacuna inactiva davant de PCV2, la seva aplicació va ser en truges. L'any 2006, el mercat nord-americà ja disposava de 4 vacunes per al virus. Una anava destinada a les truges i les altres tres d'aplicació a garrins. Van demostrar un efecte molt positiu amb relació a la prevenció de mortalitat dels porcs.

### Vacunes
Les vacunes comercials actualment disponibles contra el PCV2 són eines efectives en el control del PMWS en condicions de camp i experimentals.
La vacunació de truges nul·lípares i adultes, sota condicions de camp, incrementa els títols d'anticossos en sèrum, redueix la càrrega viral en llet i calostre, incrementant el guany diari de pes (GDP) i redueix els percentatges de mortalitat de la seva descendència.
L'objectiu de la vacunació de truges és conferir immunitat per protegir els garrins nounats contra l'exposició del PCV2, quan aquests són altament susceptibles; i, en contrast, la vacunació de garrins indueix immunitat activa contra malalties associades a circovirus porcí (PCVD).
La vacunació de garrins contra el PCV2, indueix una resposta d'anticossos neutralitzants, una resposta immune humoral regulada (mediada) per cèl·lules secretores d'IFN-γ especifiques (de les cèl·lulesT estimulades de l'antigen), reduint o retardant la infecció del virus durant el deslletament o l'engreix.
Unes tres setmanes després de la immunització amb una sola dosi contra el PCV2 es poden induir IFN-γ específics, que es mantindran en els mateixos nivells durant els sis mesos posteriors a la vacuna.
Totes les vacunes de PCV2 comercials es basen en el genotip de PCV2a i són capaces de controlar la infecció de PCV2b en porcs a través de la protecció creuada 
Les vacunes comercials contra el PCV2 disponibles al mercat difereixen en el tipus d'antigen, adjuvant, animals, dosi i administració:
| Nom                 | Companyia                | Antígens               | Adjuvant                                 | Animals                            | Dosi                                    | Immunitat                                       | Lloc Web                                                     |
| ------------------- | ------------------------ | ---------------------- | ---------------------------------------- | ---------------------------------- | --------------------------------------- | ----------------------------------------------- | ------------------------------------------------------------ |
| Circovac®           | Merial                   | PCV2 inactivada        | Parafina líquida lleugera                | Truja (passiva) i garrins (activa) | Passiva: Dos (2 ml) Activa: Un (0,5 mL) | Passiva: 5 setmanes Activa: Almenys 14 setmanes | https://www.merial.com Arxivat 2018-11-25 a Wayback Machine. |
| Ingelvac CircoFLEX® | Boehringer-Ingelheim     | Proteïna ORF2 de PCV2  | Aquós a base de carbopol                 | Garrins                            | Un (1 ml)                               | Almenys 17 setmanes                             | https://www.boehringer-ingelheim.com                         |
| Porcilis® PCV       | Intervet-Schering Plough | Proteïna ORF2 de PCV2  | Acetat de dl-α-tocoferol                 | Garrins                            | Un (2 ml)                               | 22 setmanes                                     | https://www.merck-animal-health.com                          |
| Suvaxyn PCV2®       | Zoetis Spain, S.L.U.     | Quimèric (PCV1 / PCV2) | Sulfolipo-ciclodextrina (SLCD) i esqualè | Garrins                            | Un (2 ml)                               | 16 setmanes                                     | https://www.zoetis.es                                        |

A tots els garrins se'ls hi aplica a partir de la 3a setmana. En cas de les truges reproductores, s'administra 2 vegades; la primera dosi dues setmanes abans de la inseminació, i la segona, dues setmanes abans del part, per proporcionar immunitat passiva a les truges i als futurs garrins. Entre la primera i la segona dosi han de passar 3 o 4 setmanes.
La primera vacuna de PCV2 comercialitzada va ser “Circovac®”, de Merial, en el 2006 i es basa en l'enfocament clàssic d'inactivació. Aquesta vacuna de PCV2 originalment va ser administrada a les femelles reproductores (dosi de 2 ml); i, posteriorment, s'ha arribat a utilitzar en garrins però amb una dosi reduïda (0,5 ml).
La resta de les vacunes estan elaborades amb versions atenuades del virus complet o subunitats proteiques que inclouen la proteïna de la càpside (ORF2) i la proteïna que intervé en la replicació viral (ORF1). A Europa la vacuna més utilitzada actualment és Circovac®. La més utilitzada als EUA és Ingelvac.
En la majoria dels casos s'ha observat una disminució en la taxa de mortalitat gràcies a l'acció d'aquestes vacunes. En particular les vacunes utilitzades en garrins han reduït la mortalitat significativament del 15 per cent al 2 per cent.

### Seroteràpia
Aquesta tècnica consisteix a obtenir sèrum d'un animal que hagi passat la malaltia, però que estigui recuperat. La via d'administració és intraperitoneal, subcutània o intramuscular i la quantitat és de 3 ml. També es pot addicionar amb antibiòtics per prevenir coinfeccions. El sèrum es pot conservar refrigerat si se'n fa ús dins dels set dies següents, però s'ha de congelar si se'n fa un ús posterior.
Alguns resultats publicats demostren que es redueix la mortalitat considerablement. D'altra banda, aquesta tècnica dona resultats variables en altres explotacions.
Els resultats inicials de l'any 2002 van ser prometedors, però a mesura que es van fer més experiments els resultats són més variables.
Aparentment, una bona bioseguretat no ens assegura estar lliures de PCVAD (PCV-2-associated diseases). Un diagnòstic ràpid, el maneig adequat dels animals malalts i bones mesures d'higiene i maneig serien les úniques mesures totalment efectives per controlar la malaltia.

## PCV2 en vacunes contra el rotavirus

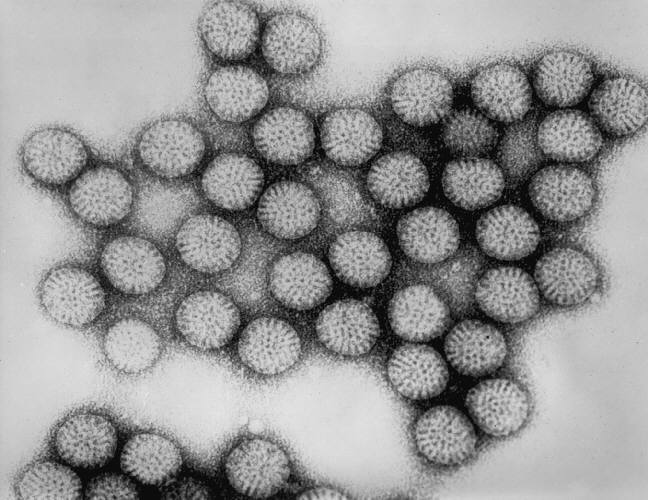
Rotavirus

L'any 2010, la companyia Merck And Co. va informar l'OMS que havien realitzat unes proves en la seva vacuna RotaTeq (vacuna atenuada contra el rotavirus, un agent causant de gastroenteritis greus en nounats i nens petits) i havien trobat fragments d'ADN del PCV1 i del PCV2.
La causa d'aquesta troballa va ser la utilització de tripsina d'origen porcí contaminada amb ADN dels PCV. La tripsina és un enzim essencial contra a la replicació del rotavirus que s'afegeix al medi de cultiu per tal d'atenuar el virus en l'etapa de realització de la vacuna.
Els estudis van concloure que cap dels dos circovirus causava malaltia en humans, així que l'OMS va recomanar que se seguissin utilitzant les vacunes, doncs era més important el risc de patir una gastroenteritis per un rotavirus que no pas la presència d'ADN viral en les vacunes.